# Heterosminthurus insignis
Heterosminthurus insignis is een springstaartensoort uit de familie van de Bourletiellidae. De wetenschappelijke naam van de soort is voor het eerst geldig gepubliceerd in 1876 door Reuter.